# Palaczky János
Palaczky János (Pécs, 1968. augusztus 30. –) válogatott labdarúgó, hátvéd.

## Pályafutása

### A válogatottban
1990 és 1991 között hét alkalommal szerepelt a válogatottban. 25-szörös ifjúsági válogatott (1985–86), négyszeres utánpótlás válogatott (1988–89).

## Sikerei, díjai
- Magyar bajnokság
  - 3.: 1990–91
- Magyar kupa (MNK)
  - győztes: 1990
  - döntős: 1987

## Statisztika

### Mérkőzései a válogatottban
| Magyarország | Magyarország      | Magyarország                  | Magyarország  | Magyarország | Magyarország     | Magyarország | Magyarország | Magyarország |
| #            | Dátum             | Helyszín                      | Hazai         | Eredmény     | Vendég           | Kiírás       | Gólok        | Esemény      |
| ------------ | ----------------- | ----------------------------- | ------------- | ------------ | ---------------- | ------------ | ------------ | ------------ |
| 1.           | 1990. március 20. | Budapest, Üllői úti Stadion   | Magyarország  | 2 – 0        | Egyesült Államok | barátságos   | -            | 69'          |
| 2.           | 1990. március 28. | Budapest, Népstadion          | Magyarország  | 1 – 3        | Franciaország    | barátságos   | -            |              |
| 3.           | 1990. április 11. | Salzburg, Lehen Stadion       | Ausztria      | 3 – 0        | Magyarország     | barátságos   | -            | 64'          |
| 4.           | 1991. január 17.  | Chandrasekharah, Nair Stadion | India         | 1 – 2        | Magyarország     | Nehru-kupa   | -            |              |
| 5.           | 1991. február 19. | Rosario, Central Stadion      | Argentína     | 2 – 0        | Magyarország     | barátságos   | -            |              |
| 6.           | 1991. március 27. | Santander, Sardinero Stadion  | Spanyolország | 2 – 4        | Magyarország     | barátságos   | -            | 65'          |
| 7.           | 1991. május 1.    | Salerno, Arechi Stadion       | Olaszország   | 3 – 1        | Magyarország     | Eb-selejtező | -            | 34'          |
|              | Összesen          |                               |               | 7            | mérkőzés         |              | 0            | gól          |